# Atlanta Hawks 2021-2022
La stagione 2021-2022 degli Atlanta Hawks è stata la 72ª stagione della franchigia nella NBA e la 54ª ad Atlanta.

## Draft
| Giro | Scelta | Giocatore      | Ruolo | Nazionalità | Università/Squadra |
| ---- | ------ | -------------- | ----- | ----------- | ------------------ |
| 1    | 20     | Jalen Johnson  | AP    | Stati Uniti | Duke Blue Devils   |
| 2    | 48     | Sharife Cooper | G     | Stati Uniti | Auburn Tigers      |

## Roster
| \| Pos. \| Num. \| Naz. \| Nome \| Altezza \| Peso \| Data nascita \| Provenienza \| \| ---- \| ---- \| ---- \| ------------------------ \| ------- \| ------ \| ------------ \| ------------------- \| \| G \| 45 \| \| Brown, Chaundee (TW) \| 196 cm \| 98 kg \| 1998-12-04 \| Michigan \| \| G \| 13 \| \| Bogdanović, Bogdan \| 198 cm \| 100 kg \| 18-08-1992 \| Serbia \| \| C \| 15 \| \| Capela, Clint \| 208 cm \| 109 kg \| 18-05-1994 \| Francia \| \| A/C \| 20 \| \| Collins, John \| 208 cm \| 107 kg \| 23-09-1997 \| Wake Forest \| \| G \| 2 \| \| Cooper, Sharife (TW) \| 185 cm \| 80 kg \| 2001-06-11 \| Auburn \| \| C \| 10 \| \| Dieng, Gorgui \| 211 cm \| 111 kg \| 1990-01-18 \| Louisville \| \| A \| 8 \| \| Gallinari, Danilo \| 209 cm \| 106 kg \| 08-08-1988 \| Italia \| \| G \| 3 \| \| Huerter, Kevin \| 201 cm \| 88 kg \| 27-08-1998 \| Maryland \| \| AP \| 12 \| \| Hunter, De'Andre \| 203 cm \| 102 kg \| 02-12-1997 \| Virginia \| \| AP \| 1 \| \| Johnson, Jalen \| 203 cm \| 99 kg \| 2001-12-18 \| Duke \| \| A \| 5 \| \| Knox, Kevin \| 206 cm \| 98 kg \| 1999-08-11 \| Kentucky \| \| G/AP \| 7 \| \| Luwawu-Cabarrot, Timothé \| 201 cm \| 98 kg \| 1995-05-09 \| Francia \| \| G \| 4 \| \| Mays, Skylar \| 193 cm \| 93 kg \| 05-09-1997 \| LSU \| \| AG \| 17 \| \| Okongwu, Onyeka \| 206 cm \| 111 kg \| 11-12-2000 \| Southern California \| \| G \| 6 \| \| Williams, Lou \| 185 cm \| 79 kg \| 27-10-1986 \| South Gwinnett HS \| \| G \| 0 \| \| Wright, Delon \| 196 cm \| 84 kg \| 1992-04-26 \| Utah \| \| G \| 11 \| \| Young, Trae \| 188 cm \| 81 kg \| 19-09-1998 \| Oklahoma \| | Allenatore - Nate McMillan Assistente/i - Matt Hill - Chris Jent - Jamelle McMillan - Joe Prunty - Nick Van Exel Legenda - (C) Capitano - (FA) Free agent - (S) Sospeso - Infortunato Roster • Transazioni · Ultima transazione: 9 aprile 2022 |                        |                          |         |        |              |                     |
| Pos. | Num. | Naz.                   | Nome                     | Altezza | Peso   | Data nascita | Provenienza         |
| G | 45 | Stati Uniti (bandiera) | Brown, Chaundee (TW)     | 196 cm  | 98 kg  | 1998-12-04   | Michigan            |
| G | 13 | Serbia (bandiera)      | Bogdanović, Bogdan       | 198 cm  | 100 kg | 18-08-1992   | Serbia              |
| C | 15 | Svizzera (bandiera)    | Capela, Clint            | 208 cm  | 109 kg | 18-05-1994   | Francia             |
| A/C | 20 | Stati Uniti (bandiera) | Collins, John            | 208 cm  | 107 kg | 23-09-1997   | Wake Forest         |
| G | 2 | Stati Uniti (bandiera) | Cooper, Sharife (TW)     | 185 cm  | 80 kg  | 2001-06-11   | Auburn              |
| C | 10 | Senegal (bandiera)     | Dieng, Gorgui            | 211 cm  | 111 kg | 1990-01-18   | Louisville          |
| A | 8 | Italia (bandiera)      | Gallinari, Danilo        | 209 cm  | 106 kg | 08-08-1988   | Italia              |
| G | 3 | Stati Uniti (bandiera) | Huerter, Kevin           | 201 cm  | 88 kg  | 27-08-1998   | Maryland            |
| AP | 12 | Stati Uniti (bandiera) | Hunter, De'Andre         | 203 cm  | 102 kg | 02-12-1997   | Virginia            |
| AP | 1 | Stati Uniti (bandiera) | Johnson, Jalen           | 203 cm  | 99 kg  | 2001-12-18   | Duke                |
| A | 5 | Stati Uniti (bandiera) | Knox, Kevin              | 206 cm  | 98 kg  | 1999-08-11   | Kentucky            |
| G/AP | 7 | Francia (bandiera)     | Luwawu-Cabarrot, Timothé | 201 cm  | 98 kg  | 1995-05-09   | Francia             |
| G | 4 | Stati Uniti (bandiera) | Mays, Skylar             | 193 cm  | 93 kg  | 05-09-1997   | LSU                 |
| AG | 17 | Stati Uniti (bandiera) | Okongwu, Onyeka          | 206 cm  | 111 kg | 11-12-2000   | Southern California |
| G | 6 | Stati Uniti (bandiera) | Williams, Lou            | 185 cm  | 79 kg  | 27-10-1986   | South Gwinnett HS   |
| G | 0 | Stati Uniti (bandiera) | Wright, Delon            | 196 cm  | 84 kg  | 1992-04-26   | Utah                |
| G | 11 | Stati Uniti (bandiera) | Young, Trae              | 188 cm  | 81 kg  | 19-09-1998   | Oklahoma            |

## Uniformi
- Casa

| Association |

- Trasferta

| Icon |

- Alternativa

| Statemant |

## Classifiche

### Division
| Southeast Division     | V  | S  | V%   | PR   | Casa  | Trasf | Div  | PG |
| ---------------------- | -- | -- | ---- | ---- | ----- | ----- | ---- | -- |
| c – Miami Heat         | 53 | 29 | .646 | 0,0  | 29–12 | 24–17 | 13–3 | 82 |
| x – Atlanta Hawks      | 43 | 39 | .524 | 10,0 | 27–14 | 16–25 | 9–7  | 82 |
| pi – Charlotte Hornets | 43 | 39 | .524 | 10,0 | 22–19 | 21–20 | 8–8  | 82 |
| Wash. Wizards          | 35 | 47 | .427 | 18,0 | 21–20 | 14–27 | 7–9  | 82 |
| Orlando Magic          | 22 | 60 | .268 | 31,0 | 12–29 | 10–31 | 3–13 | 82 |

### Conference
| Eastern Conference | Eastern Conference       | Eastern Conference | Eastern Conference | Eastern Conference | Eastern Conference | Eastern Conference |
| #                  | Squadra                  | V                  | S                  | V%                 | PR                 | PG                 |
| ------------------ | ------------------------ | ------------------ | ------------------ | ------------------ | ------------------ | ------------------ |
| 1                  | c – Miami Heat *         | 53                 | 29                 | .646               | –                  | 82                 |
| 2                  | y – Boston Celtics *     | 51                 | 31                 | .622               | 2,0                | 82                 |
| 3                  | y – Milwaukee Bucks *    | 51                 | 31                 | .622               | 2,0                | 82                 |
| 4                  | x – Philadelphia 76ers   | 51                 | 31                 | .622               | 2,0                | 82                 |
| 5                  | x – Toronto Raptors      | 48                 | 34                 | .585               | 5,0                | 82                 |
| 6                  | x – Chicago Bulls        | 46                 | 36                 | .561               | 7,0                | 82                 |
|                    |                          |                    |                    |                    |                    |                    |
| 7                  | x – Brooklyn Nets        | 44                 | 38                 | .537               | 9,0                | 82                 |
| 8                  | pi – Cleveland Cavaliers | 44                 | 38                 | .537               | 9,0                | 82                 |
| 9                  | x – Atlanta Hawks        | 43                 | 39                 | .524               | 10,0               | 82                 |
| 10                 | pi – Charlotte Hornets   | 43                 | 39                 | .524               | 10,0               | 82                 |
|                    |                          |                    |                    |                    |                    |                    |
| 11                 | N.Y. Knicks              | 37                 | 45                 | .451               | 16,0               | 82                 |
| 12                 | Wash. Wizards            | 35                 | 47                 | .427               | 18,0               | 82                 |
| 13                 | Indiana Pacers           | 25                 | 57                 | .305               | 28,0               | 82                 |
| 14                 | Detroit Pistons          | 23                 | 59                 | .280               | 30,0               | 82                 |
| 15                 | Orlando Magic            | 22                 | 60                 | .268               | 31,0               | 82                 |

Note:
- z – Fattore campo per gli interi playoff
- c – Fattore campo per le finali di Conference
- y – Campione della division
- x – Qualificata ai playoff
- p – Qualificata ai play-in
- e – Eliminata dai playoff
- * – Leader della division

## Mercato

### Free Agency

#### Rinnovi
| Data       | Giocatore    |
| ---------- | ------------ |
| 05/08/2021 | Solomon Hill |
| 06/08/2021 | John Collins |
| 06/08/2021 | Lou Williams |

#### Acquisti
| Data       | Giocatore               | Provenienza       |
| ---------- | ----------------------- | ----------------- |
| 09/08/2021 | Gorgui Dieng            | San Antonio Spurs |
| 22/09/2021 | Johnny Hamilton         | Fenerbahçe        |
| 22/09/2021 | A. J. Lawson            | S.C. Gamecocks    |
| 22/09/2021 | Timothé Luwawu-Cabarrot | Brooklyn Nets     |
| 22/09/2021 | Jahlil Okafor           | Brooklyn Nets     |
| 07/10/2021 | DaQuan Jeffries         | San Antonio Spurs |
| 12/10/2021 | Ibi Watson              | Dayton Flyers     |
| 22/12/2021 | Malcolm Hill            | Birm. Squadron    |
| 22/12/2021 | Lance Stephenson        | G. Rapids Gold    |
| 23/12/2021 | Wes Iwundu              | Charlotte Hornets |
| 27/12/2021 | Chaundee Brown          | L.A. Lakers       |

#### Cessioni
| Data       | Giocatore       | Destinazione        |
| ---------- | --------------- | ------------------- |
| 10/08/2021 | Tony Snell      | Portland T. Blazers |
| 14/10/2021 | Brandon Goodwin | N.Y. Knicks         |

### Scambi
| Atlanta HawksDelon Wright (da Sacramento)    | Boston CelticsKris Dunn (da Atlanta) Bruno Fernando (da Atlanta) Scelta al 2º giro di Portland del Draft 2023 (da Atlanta) |
| Sacramento KingsTristan Thompson (da Boston) | |